# Escolopèndrids
Els escolopèndrids (Scolopendridae) són una família de grans miriàpodes de l'ordre dels escolopendromorfs. A Catalunya és freqüent Scolopendra cingulata, el miriàpode més gros d'Europa.
Gairebé totes les espècies d'aquesta família tenen quatre ocels (ulls simples) a cada costat del cap i només 21 parells de potes, però hi ha excepcions: dues espècies d'escolopendrids presenten més potes (Scolopendropsis bahiensis, amb 21 o 23 parells de potes) i S. duplicata, amb 39 o 43 parells de potes). Amb tot, algunes espècies d'escolopèndrids són cegues i sense ulls (per exemple, Cormocephalus sagmus, Cormocephalus pyropygus i Cormocephalus delta). Se sap que tres membres asiàtics d'aquesta família, Scolopendra cataracta, Scolopendra paradoxa i Scolopendra alcyona, mostren un comportament amfibi. Es coneix que dues altres espècies, Scolopendra hardwickei i Hemiscolopendra marginata, mostren dimorfisme sexual en la composició del seu verí.

## Gèneres seleccionats
- Alipes Imhoff, 1854 (= Eucorybas)
- Alluropus Silvestri, 1911
- Arthrorhabdus Pocock, 1891 (= Arthrorhabdinus)
- Asanada Meinert, 1885 (= Pseudocryptops)
- Campylostigmus Ribaut, 1923
- Colobopleurus Kraepelin, 1903
- Cormocephalus Newport, 1845
- Digitipes Attems, 1930
- Edentistoma Tömösváry, 1882 (= Anodontastoma, Arrhabdotus)
- Ethmostigmus Pocock, 1898 (= Dacetum, Heterostoma)

  - Ethmostigmus rubripes – Centpeus gegant
- Hemiscolopendra Kraepelin, 1903
- Notiasemus Koch, 1985
- Otostigmus Porat, 1876 (= Branchiotrema)
- Psiloscolopendra Kraepelin, 1903
- Rhoda Meinert, 1886 (= Pithopus)
- Rhysida Wood, 1862 (= Branchiostoma, Ethmophorus, Ptychotrema, Trematoptychus)
- Scolopendra Linnaeus, 1758
- Scolopendropsis Brandt, 1841